# This Time I Mean It
"This Time I Mean It" ("Desta vez digo a sério") foi a canção que representou a Dinamarca no Festival Eurovisão da Canção 1999 que teve lugar em 29 de maio desse ano em Jerusalém.
A canção foi interpretada em inglês (a primeira vez em que uma canção da Dinamarca no Festival Eurovisão da Canção não foi  interpretada em dinamarquês) por  Michael Teschl & Trine Jepsen. Foi a nona canção a ser interpretada na noite do festival, a seguir à canção da Noruega "Living My Life Without You", cantada por Stig van Eijk e antes da canção da França "Je veux donner ma voix", interpretada por  Nayah. Terminou a competição em 8.º lugar, tendo recebido um total de 71 pontos. No ano seguinte, em 2000, a Dinamarca seria representada pelos  Olsen Brothers, com a canção "Fly on the Wings of Love".

## Autores
- Letrista: Ebbe Ravn
- Compositor:Ebbe Ravn

## Letra
A canção é cantada na perspetiva de duas pessoas que estão novamente juntas e que prometem que desta vez elas iriam fazer melhor pelo seu relacionamento do que anteriormente.

## Versões
A canção foi interpretada em dinamarquês, intitulada "Denne gang" ("Desta vez").